# Elza – Syberyjska tygrysica
Elza – Syberyjska tygrysica (ang. Ilsa, the Tigress of Siberia) – film erotyczny z 1977 roku. Kontynuacja filmów Elza – Wilczyca z SS oraz Elza – Strażniczka haremu.

## Treść
Lata pięćdziesiąte XX wieku. Elza, była esesmanka, jest teraz okrutną komendantką w syberyjskim łagrze, która uwielbia torturować więźniów. Po śmierci Stalina następuje likwidacja obozu. 
Akcja przenosi się do Montrealu 24 lata później, gdzie Elza przypadkiem rozpoznaje byłego więźnia łagru.

## Obsada
- Dyanne Thorne jako Elza
- Jean-Guy Latour jako Gregory

i inni.